# Arcádia (filha de Arcádio)
Arcádia (3 de abril de 400 – 444) era a filha do imperador bizantino Arcádio (r. 383–408) com sua esposa, a imperatriz Élia Eudóxia (r. 395–408), e irmã de Marina, Flacila, Élia Pulquéria e Teodósio II (r. 408–450). Fez voto de virgindade seguindo o exemplo de Pulquéria, mas, ao contrário dela, jamais se casou, dedicando-se completamente à vida religiosa.
Em Constantinopla, Arcádia mandou construir a 600 metros do Portão de Saturnino, um portão da agora desaparecida Muralha de Constantino, o Rodofílio (em grego: Ροδοφύλιον; romaniz.: Rodophýlion), um mosteiro dedicado a Santo André. Completamente reformada, a igreja do mosteiro é atualmente a Mesquita de Koca Mustafá Paxá em Istambul.